# 北部地方會議區
北部地方會議區是臺灣荷治時期之行政區劃之一，由荷蘭東印度公司劃定。

## 簡介
北部地方會議區為1644年至1661年的中臺灣行政區。位置範圍約指大員（臺南市）以北至新竹的臺灣中部區域。該區域統治數十個平埔族族社，為中臺灣最早之行政區劃。
該會議區與其他三個臺灣行政區劃相同，不設各區統治者，而是由該區劃轄下平埔族族社長老或漢人村長直接向大員長官負責。